# Жеовані Кенда
Жеова́ні Тше́рну Ке́нда (порт. Geovany Tcherno Quenda; нар. 30 квітня 2007, Бісау) — португальський футболіст, вінгер клубу «Спортінг».

## Клубна кар'єра
2016 року почав займатися футболом в команді «Дамаєнсе». У 2017 році перейшов до академії «Бенфіки», а 2019 року приєднався до академії «Спортінга». 17 лютого 2024 року у віці 16 років дебютував за резервну команду в матчі Терсейра-ліги проти «Амори». 17 березня в поєдинку Терсейра-ліги проти «Олівейра Оспітал» забив свій перший гол у професіональній кар'єрі.
3 серпня 2024 року дебютував в основному складі «Спортінга» в матчі за Суперкубок Португалії проти «Порту». В цій грі також відзначився своїм першим голом за клуб, втім «Спортінг» у підсумку поступився з рахунком 3–4. Таким чином у віці 17 років 3 місяців і 5 днів став наймолодшим футболістом «Спортінга», що відзначився голом у своєму дебютному матчі. 9 серпня того ж року в поєдинку проти «Ріу Аве» дебютував у Прімейра-лізі, вийшовши в стартовому складі. 12 вересня 2024 року продовжив контракт зі «Спортінгом» до 2027 року. 17 вересня в матчі загального етапу Ліги чемпіонів УЄФА проти французького «Лілля» дебютував у єврокубках.
15 жовтня 2024 року англійська газета The Guardian назвала його одним з 60-ти найкращих футболістів світу 2007 року народження. За підсумками серпня/вересня 2024 року визнаний молодим гравцем місяця в Прімейра-лізі. 26 жовтня 2024 року в матчі проти «Фамалікана» відзначився своїм першим голом у Прімейра-лізі. Таким чином віці 17 років, 5 місяців і 27 днів став наймолодшим автором голу в складі «Спортінга» в Прімейра-лізі, побивши рекорд, що з 1997 року належав Сіману Саброзі. У своєму дебютному сезоні допоміг команді виграти Прімейра-лігу. У своєму дебютному сезоні допоміг команді оформити «золотий» дубль: виграти Прімейра-лігу та здобути Кубок Португалії.

## Кар'єра в збірній
Виступав за збірну Португалії до 17 років. У травні 2023 року в складі збірної до 17 років виступав на юнацькому чемпіонаті Європи в Угорщині. На турнірі зіграв усі 3 поєдинки, а португальці не змогли вийти з групи.
У травні 2024 року знову потрапив в заявку збірної до 17 років на юнацький чемпіонат Європи, що проходив на Кіпрі. На турнірі провів усі 6 матчів своєї команди, яка дійшла до фіналу, де поступилась італійцям (0-3). Окрім цього був включений до символічної збірної чемпіонату Європи.
30 серпня 2024 року вперше викликаний до збірної Португалії головним тренером Роберто Мартінесом для участі в матчах Ліги націй УЄФА проти збірних Хорватії та Шотландії, втім в цих поєдинках не грав. В жовтні того ж року отримав перший виклик до збірної Португалії до 21 року, за яку в підсумку дебютував 11 жовтня в матчі відбіркового турніру до чемпіонату Європи 2025 проти збірної Фарерських островів.
В червні 2025 року потрапив в заявку збірної до 21 року на молодіжний чемпіонат Європи в Словаччині. На турнірі провів чотири матчі, відзначившись дублем проти збірної Польщі та голом проти збірної Грузії, а його команда дійшла до чвертьфіналу, де поступилась нідерландцям. Окрім цього увійшов до символічної збірної чемпіонату Європи, а його м'яч проти збірної Польщі був номінований на звання найкращого голу турніру.

## Статистика виступів
Станом на 17 серпня 2025
| Клуб              | Сезон             | Чемпіонат         | Чемпіонат | Чемпіонат | Кубок | Кубок | Кубок ліги | Кубок ліги | Єврокубки | Єврокубки | Інші  | Інші | Всього | Всього | Всього |
| Клуб              | Сезон             | Дивізіон          | Матчі     | Голи      | Матчі | Голи  | Матчі      | Голи       | Матчі     | Голи      | Матчі | Голи | Матчі  | Голи   |        |
| ----------------- | ----------------- | ----------------- | --------- | --------- | ----- | ----- | ---------- | ---------- | --------- | --------- | ----- | ---- | ------ | ------ | ------ |
| Спортінг Б        | 2023–24           | Терсейра-ліга     | 9         | 2         | —     | —     | —          | —          | —         | —         | —     | —    | 9      | 2      |        |
| Спортінг          | 2024–25           | Прімейра-ліга     | 34        | 2         | 6     | 0     | 3          | 0          | 10        | 0         | 1     | 1    | 54     | 3      |        |
| Спортінг          | 2025–26           | Прімейра-ліга     | 2         | 0         | 0     | 0     | 0          | 0          | 0         | 0         | 1     | 0    | 3      | 0      |        |
| Спортінг          | Всього            | Всього            | 36        | 2         | 6     | 0     | 3          | 0          | 10        | 0         | 2     | 1    | 57     | 3      |        |
| Всього за кар'єру | Всього за кар'єру | Всього за кар'єру | 45        | 4         | 6     | 0     | 3          | 0          | 10        | 0         | 2     | 1    | 66     | 5      |        |

1. ↑  Матчі в Лізі чемпіонів УЄФА
2. 1 2  Матчі в Суперкубку Португалії

## Досягнення
«Спортінг»
- Чемпіон Португалії: 2024–25[44]
- Володар Кубка Португалії: 2024–25[45]

Особисті досягнення
- Молодий гравець місяця Прімейра-ліги: серпень/вересень 2024[46]
- Символічна збірна юнацького чемпіонату Європи (до 17 років): 2024[47]
- Символічна збірна молодіжного чемпіонату Європи (до 21 року): 2025[48]